# Christine Noiville
Pour les articles homonymes, voir Noiville.
Christine Noiville, née le 17 mars 1965 à Boulogne-Billancourt, est directrice de recherche au CNRS. Elle préside le comité d’éthique du CNRS (COMETS). Elle est également directrice adjointe de l'Institut des sciences juridique et philosophique de la Sorbonne (ISJPS – UMR 8103) et présidente du Haut comité pour la transparence et l’information sur la sécurité nucléaire (HCTISN). 

## Biographie
Docteure en droit (1996), Christine Noiville a consacré sa thèse aux  régimes juridiques des ressources génétiques, publiée chez Pédone.
Entrée au CNRS en 1997[réf. nécessaire], elle est spécialiste des liens entre le droit et les évolutions scientifiques. Elle analyse les questions juridiques qui sous-tendent les sociétés « scientifiques et techniques »[pas clair] contemporaines. 
Parmi ces questions figurent les thématiques de la gouvernance des risques environnementaux et sanitaires, le sens et la portée du principe de précaution, l’organisation juridique de l’expertise scientifique, les applications médicales, sociales et judiciaires de la génétique ou encore le phénomène de « marchandisation du vivant ». 
L’impact scientifique de ses travaux l'a conduite à participer étroitement à de multiples instances publiques de réflexion (Comité d’éthique du CNRS, Mission Droit et Justice, Office parlementaire d'évaluation des choix scientifiques et technologiques, Institut des hautes études pour la science et la technologie, etc.) et à assumer de nombreuses responsabilités en termes d’animation et d’encadrement de la recherche. 
Christine Noiville est actuellement directrice de l'Institut des sciences juridique et philosophique de la Sorbonne à l'Université Paris 1 Panthéon-Sorbonne. Par ailleurs, engagée dans la vie publique, elle est présidente du Haut comité pour la transparence et l’information sur la sécurité nucléaire (HCTISN). Elle avait auparavant présidé le Haut Conseil des biotechnologies (Comité économique, éthique et social 2009-2014, et HCB 2014-2017 ,). 
Elle préside depuis le 1er octobre 2021 le comité d’éthique du CNRS (COMETS).

## Principaux travaux de recherche et publications
Christine Noiville est l'auteure de nombreuses publications, en français et en anglais, sur le principe de précaution, la bioéthique, les empreintes génétiques, l'encadrement de la recherche scientifique, la santé, la santé environnementale, l'environnement, la brevetabilité du vivant et des inventions biotechnologiques, etc. Elle participe par ailleurs à de nombreux contrats de recherche, européen ou nationaux.
Parmi ses publications les plus lues, figurent Génétique et droit (1997). Du bon gouvernement des risques. Le droit et la question du risque acceptable (2003). Contrats et vivant (2006). Nouvelles frontières de la santé, nouveaux rôles et responsabilités du médecin (2006). Les biobanques (2009). La Bioéquité : Batailles autour du partage du vivant (2009)  (ces quatre derniers ouvrages avec Florence Bellivier).
Auteure d'une chronique trimestrielle « Contrat, bioéthique et biotechnologies » à la revue des contrats (2007-2018), elle dirige depuis 2019 les Cahiers Droit, sciences et technologies avec Florence Bellivier.
En 2021, elle co-dirige avec Sandra Laugier et Xavier Philippe Des enjeux d'intérêt public en temps de pandémie - Un double regard juridique et philosophique, éd. Mare et Martin, collection ISJFS.

## Prix et décorations
Christine Noiville a reçu la prime d'excellence scientifique du CNRS (2009-2013), le prix Mattei-Dogan (prix en sociologie pour l'excellence en sciences sociales (2008), la médaille de bronze du CNRS (2004), le prix de la Société française pour le droit de l'environnement et de l'Association française de droit de l'urbanisme (1998), le prix G. Mariani de la chancellerie des universités de Paris (1997), le prix de l'Institut du droit économique de la mer (1997) et le prix D. Parisot de l'Université de Bourgogne (1997).
Elle est devenue chevalier de la Légion d'honneur en 2013, puis officier de la Légion d'honneur en 2023.